# Jesper Riege
Jesper Riege (født 3. november 1967) er en tidligere dansk atlet medlem af Sparta Atletik tidligere i AK Holstebro

## Danske mesterskaber
- Bronze 2002 Trespring 15,37
- Bronze 2001 Trespring 15,15
- Guld 2001 Trespring inde 15,23
- Guld 2000 Trespring 15,99
- Guld 2000 Trespring inde 15,56
- Guld 1999 Trespring 15,29
- Sølv 1999 Længde 7,15
- Guld 1998 Trespring 15,46
- Guld 1998 Længde inde 7,29
- Guld 1998 Trespring inde 15,77
- Guld 1997 Længde 7,36
- Guld 1997 Trespring 15,83
- Guld 1997 Længde inde 7,40
- Guld 1996 Trespring 15,65w
- Sølv 1996 Længde 7,38
- Sølv 1996 Længde inde 7,07
- Sølv 1996 Trespring inde 15,15
- Guld 1995 Længde 7,37
- Sølv 1995 Trespring 15,67

## Danske rekord
- Trespring inde 15,77 8. marts 1998 Malmø

## Personlige rekord
- Trespring: 16,03 (1998)
- Længdespring: 7,50 (1995)
- Højdespring: 2,00